# Charles Annibal Fabrot
Charles Annibal Fabrot, né le 15 septembre 1580 à Aix-en-Provence et mort le 16 janvier 1659, est un jurisconsulte français.

## Biographie
Son père, originaire de Nîmes (Gard), avait fui sa ville pour Aix, en raison des persécutions religieuses subies par les Calvinistes.
Il obtient une chaire de professeur de droit en 1609 qu'il conserve jusqu'en 1617. Dans le même temps, il exerce la profession d'avocat. Il fut lié avec les principaux personnages de son temps, entre autres Nicolas-Claude Fabri de Peiresc, Jérôme Bignon, Guillaume du Vair et le chancelier Pierre Séguier, qui l'attirèrent à Paris. Après la mort de du Vair (1621), il redescend à Aix-en-Provence et y exerce à l'université de la ville. Il en devient second professeur en 1632 et premier professeur en 1636. 
On lui doit :
- la publication et la traduction latine des Basiliques de l'empereur Léon le Philosophe, Paris, 1647
- la traduction de Théophile, commentateur des Institutes, 1638
- une édition annotée de Jacques Cujas, 1658, 10 volumes in-fol.
- des dissertations De Tempore partus, De numéro puerperii,
- une édition annotée de "Historia ecclesiatica" d'Anastase le Bibliothécaire, 1649 1 vol. in fol., etc.

## Source
- Notices d'autorité :   - VIAF
  - ISNI
  - BnF (données)
  - IdRef
  - LCCN
  - GND
  - Italie
  - Belgique
  - Pays-Bas
  - Pologne
  - Israël
  - NUKAT
  - Catalogne
  - Vatican
  - Tchéquie
  - Lettonie
  - Grèce
  - WorldCat
- Mémoires pour servir à l'histoire des hommes illustres dans la République des lettres, t. XXIX, Paris, 1734, p. 355-363

Cet article comprend des extraits du Dictionnaire Bouillet. Il est possible de supprimer cette indication, si le texte reflète le savoir actuel sur ce thème, si les sources sont citées, s'il satisfait aux exigences linguistiques actuelles et s'il ne contient pas de propos qui vont à l'encontre des règles de neutralité de Wikipédia.